# Escrupulosidad

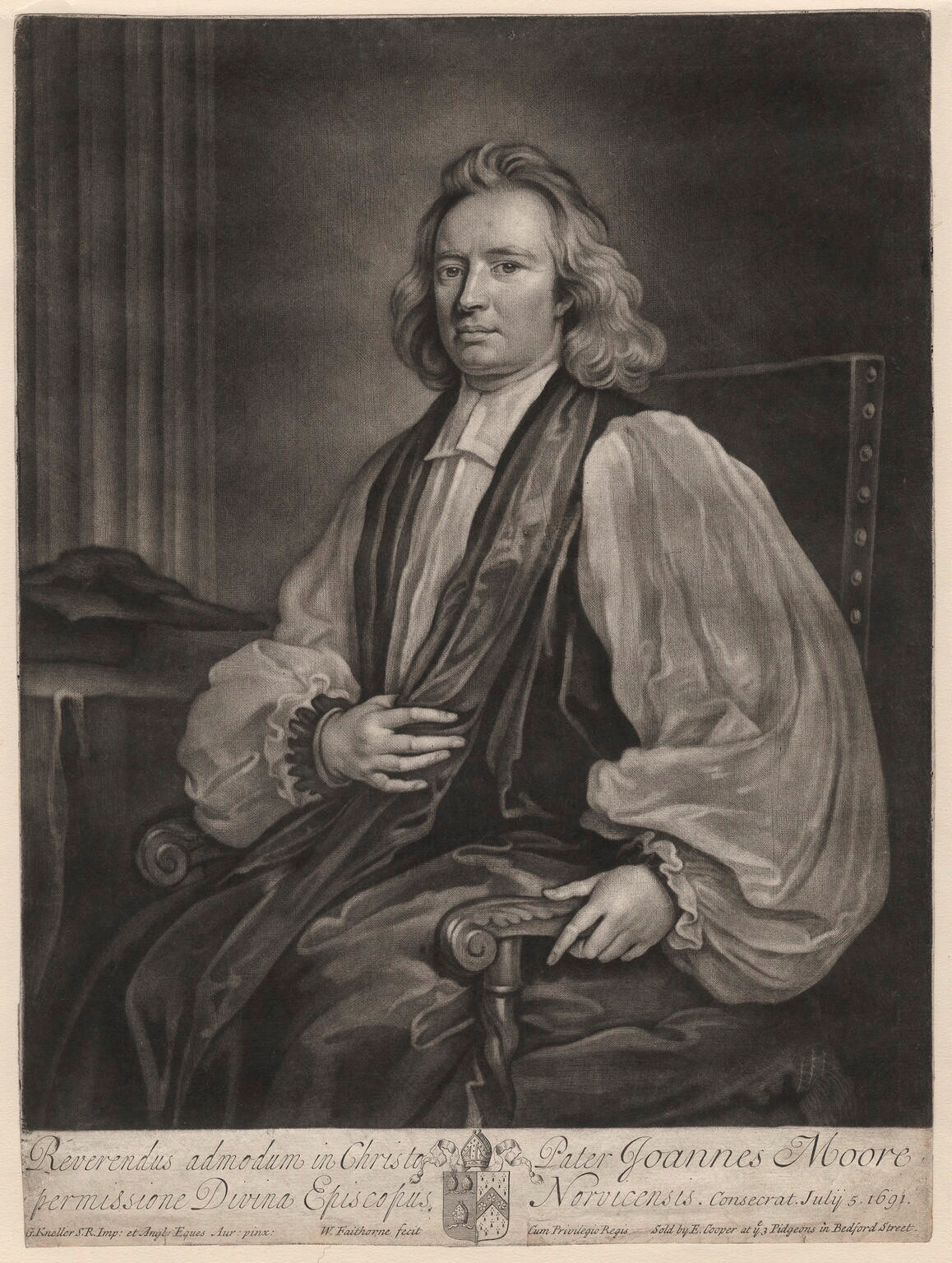
La escrupulosidad es un tipo de TOC donde alguien se ve mental y emocionalmente consumido por prácticas religiosas o asuntos de moralidad. Estas personas siempre se preguntan si lo que están haciendo está bien desde el punto de vista de su práctica religiosa y, para algunos, si están manteniendo un alto nivel moral.

La escrupulosidad, en el ámbito de la psicología clínica, es un trastorno psicológico que se caracteriza principalmente por un sentimiento de culpa patológico u obsesión asociada con cuestiones morales o religiosas que a menudo se acompaña de una observancia moral o religiosa compulsiva y es muy angustiante y desadaptativo.
Por lo general, se clasifica como una forma de trastorno obsesivo-compulsivo (TOC), aunque esta categorización es empíricamente cuestionable.

## Características
Con escrupulosidad, las obsesiones de una persona se centran en los temores morales o religiosos, como el miedo a ser una persona malvada o el temor al castigo divino por el pecado. Aunque puede afectar a personas no religiosas, generalmente está vinculado a creencias religiosas.

## Tratamiento
El tratamiento del escrúpulo en psicoterapia es similar al de otras formas de trastorno obsesivo-compulsivo.
La Exposición con Prevención de Respuesta (EPR), una forma de psicoterapia cognitivo-conductual, se usa ampliamente para el TOC en general y puede ser prometedora en particular para la escrupulosidad. La EPR se basa en la idea de que una exposición deliberada y repetida a estímulos obsesivos disminuye la ansiedad y que, al evitar los rituales, disminuyó el impulso de comportarse compulsivamente. Por ejemplo, a través de la EPR a una persona obsesionada con pensamientos blasfemos mientras lee la Biblia, se les exige que continúen practicando la lectura de la Biblia.
Sin embargo, la EPR es considerablemente más difícil de implementar en el caso de escrupulosidad que otros trastornos TOC, ya que la escrupulosidad a menudo está vinculada a problemas espirituales que no son situaciones y objetos específicos. Por ejemplo, la EPR no es factible para un hombre obsesionado con los sentimientos de que Dios lo ha rechazado y lo está castigando y, en cualquier caso, no debe contrastar objetivamente con la moral del paciente . En cualquier caso, cuando la EPR no es factible, la terapia cognitiva puede ser apropiada.
Otras estrategias terapéuticas consisten al señalar las contradicciones entre comportamientos compulsivos y enseñanzas morales o religiosas; Durante siglos, las figuras religiosas han sugerido estrategias similares al EPR. El asesoramiento religioso puede ser útil para adaptar las creencias asociadas con el trastorno.
En el campo religioso en el pasado, algunas autoridades religiosas conocidas como el fundador de los jesuitas, Loyola y los redentoristas, Liguori, comenzaron a sugerir técnicas de comportamiento para manejar este trastorno.
En su libro A Thousand Frighties Fantasies, el psicólogo William Van Ornum informó  documentó sus sentimientos de angustia y sufrimiento y propuso nuevas técnicas de comportamiento ; en el libro de psicología y teología pastoral The Doubting Disease, el psiquiatra Joseph Ciarrocchi, pionero en los estudios sobre escrupulosidad, lo recomendó como un complemento útil para la terapia psicológica.
Hay poca evidencia disponible sobre el uso de drogas para tratar el escrúpulo. Aunque los fármacos serotoninérgicos a menudo se usan para el tratamiento del trastorno obsesivo-compulsivo, los estudios sobre el tratamiento farmacológico del escrupulosidad son aún escasos.

## Epidemiología
La prevalencia de escrupulosidad es especulativa. Los datos disponibles no permiten estimaciones confiables y los análisis disponibles ignoran principalmente las asociaciones con la edad o el sexo y no han abordado de manera confiable las asociaciones con el área geográfica o el origen étnico de las personas que las padecen . Los datos disponibles sugieren que la prevalencia del trastorno obsesivo-compulsivo no difiere según la cultura. No se ha demostrado ninguna asociación entre el trastorno obsesivo-compulsivo y la profundidad de las creencias religiosas, aunque las cifras son escasas.

## Recursos
International OCD Foundation (OCDF) / Internacional del TOC (OCDF) . Organización sin fines de lucro dedicada a brindar apoyo a personas con trastorno obsesivo-compulsivo (OCDF), desde 1986 recauda fondos para investigación; recopila y difunde la información más reciente sobre el tratamiento, incluida la escrupulosidad.
Managing Scrupulosity /   Manejo de la escrupulosidad. Un servicio del P. Thomas M Santa, C.Ss.R., (un sacerdote católico). Padre Santa ha ministrado a las personas con escrupulosidad durante más de 20 años.